# Береза (Кобринський район)
Береза (біл. Бяроза) — село в Кобринському районі Брестської області Білорусії. Входить до складу Буховичської сільради.
За даними на 1 січня 2016 року населення склало 133 особи у 71 домогосподарстві.
У селі розташовані фельдшерсько-акушерський пункт та магазин.

## Географія
Село розташоване за 15 км на північ від міста та станції Кобрин, за 60 км на схід від Бреста.
На 2012 рік площа населеного пункту становила 1,84 км (184 га).

## Історія
Населений пункт відомий з 1559 як маєток і село Береза (Березе). У різні часи населення становило :
- 1999 рік: 119 господарств, 244 особи;
- 2005 рік: 103 господарства, 205 осіб;
- 2009 рік[3]: 157 осіб;
- 2016 рік[1]: 71 господарство, 133 особи;
- 2019 рік[4] : 122 особи.

## Пам'ятки
- Хрестовоздвиженська православна церква (1864)
- Свято-Іллінська церква

## Галерея

Хрестовоздвиженська православна церква
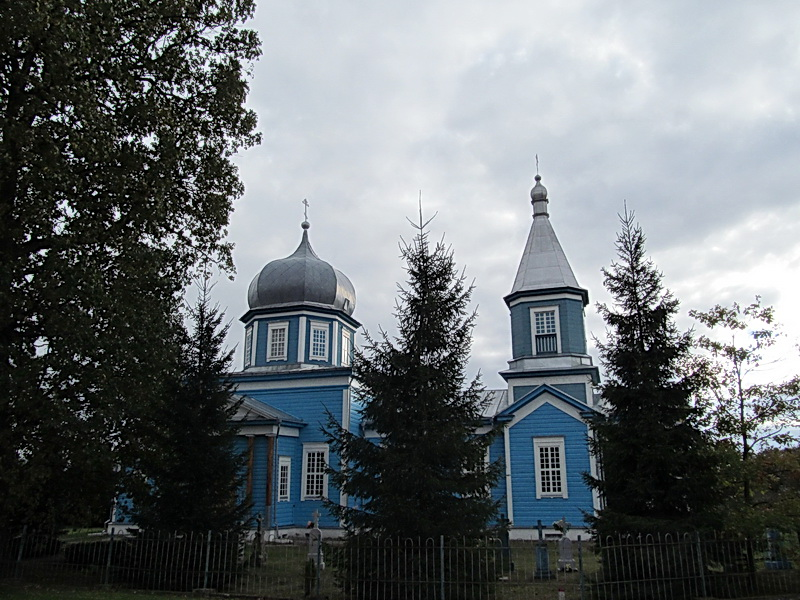
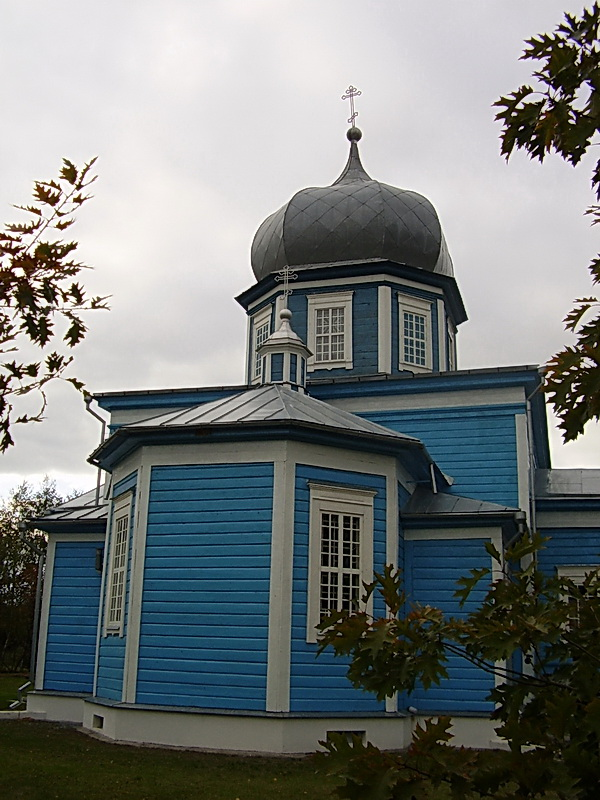
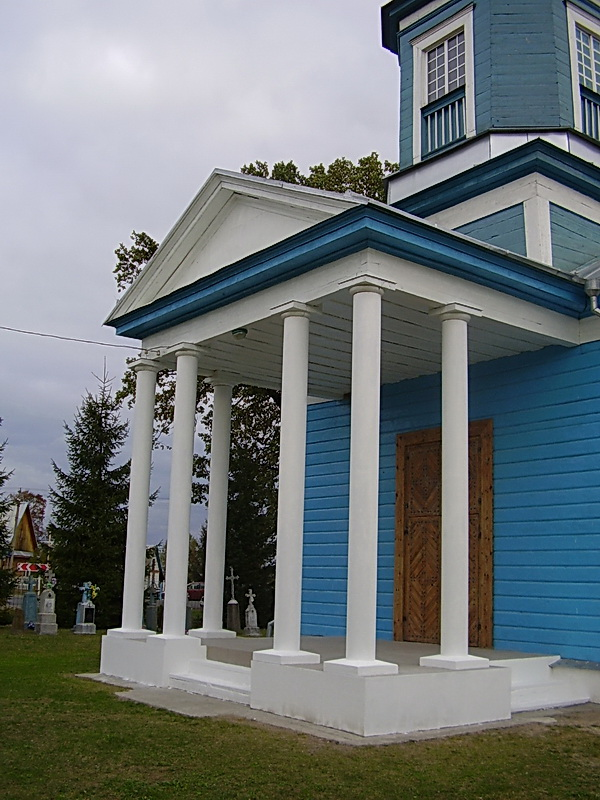
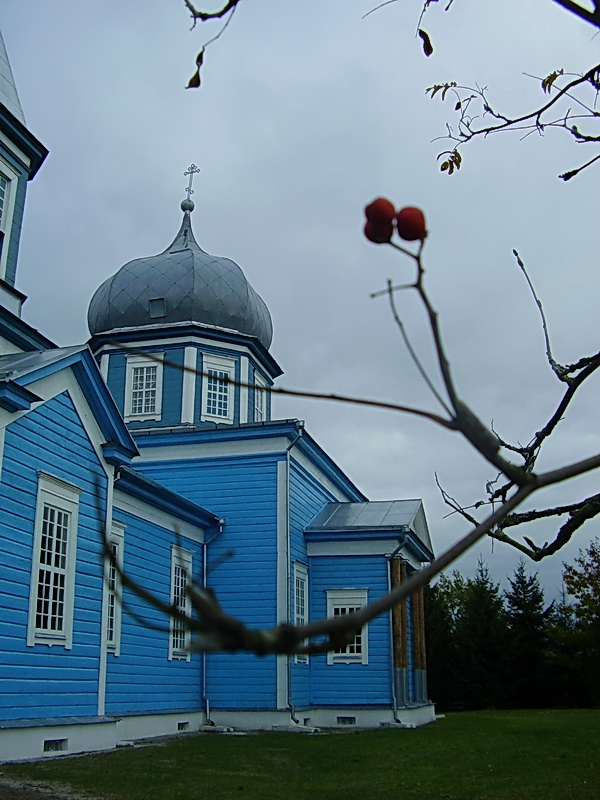